# Дорошенки
Дорошенки — український козацько-старшинський рід. Отримав шляхетство Королівства Польського.
Відомо, що представники роду Дорошенків пізніше осіли на хуторі поблизу Києва.

## Представники
- Михайло Дорошенко
  - Дорофій, 1650 року пройшов процес нобілітації на Сеймі Речі Посполитої[1]
    - Андрій
      - Іван — сосницький сотник[2]
      - Василь, волинський сотник
        - Яків
          - Семен, колезький реєстратор
            - Петро, засідатель Остерського повітового суду Чернігівської губернії
              - Ілля Петрович (1827—1881) — інспектор народних училищ Чернігівщини

        - Опанас
          - Олександр (1820—1881), статський радник, чиновник департаменту поліції у Санкт-Петербурзі
            - Микола (1857—1898), російськомовний поет, видавав рукописний журнал «Правдивое слово».
            - Олександр (пом. 1883), революціонер, політв'язень.

    - Петро
    - Григорій
    - Антоній, ігумен Чигиринського монастиря
    - Степан
    - Федіра
    - NN, донька

  - Никон
    - Григорій
    - Василь — засновник хутора Дорошенкового біля Глухова — важливого родинного осередку, в якому зростало й виховувалося кілька поколінь роду XVIII — початку XX ст.
      - Дорофій
        - Лук'ян, значковий товариш
        - Горпина Дорофієва (пом. 1782)
          - Михайло Васильович Климченко-Дорошенко
            - Степан
              - Яків Степанович (1807—1893), землевласник. Був освічений, мав багатий архів і бібліотеку з великою кількістю українських видань.
                - Василь (1843—1918), «хлопоман», судовий слідчий Ніжинського окружного суду.
                  - Микола (1881—1926) — більшовик.

                - Григорій (1846—1910), учений-механік та землевласник.
                - Іван (1848—1914), працював ветеринаром у Вільні.
                  - Дмитро (1882—1951) — видатний український історик.

                - Петро (1857—1919) — лікар, державний і громадський діяч, історик-аматор.

    - Яків, янпільський сотник (1689 р.)
      - Гнат Якович, ніжинський полковник (наказний), був досить близьким до гетьмана Скоропадського (генеральний осавул)[2]